# Scania (azienda)
Scania AB è un'azienda svedese produttrice di veicoli industriali e motori Diesel, con sede a Södertälje in Svezia, controllata da Traton (Gruppo Volkswagen).
Il nome Scania deriva dalla contea omonima.

## Logo
Il segno di riconoscimento dell'azienda è un grifone rosso (stemma della contea di Scania) su sfondo blu.

## Storia
La sua storia iniziò nel 1900 con la Vagnfabriksaktiebolaget i Södertelge; nel 1911 veniva creata la Scania-Vabis fondendo la Maskinfabriksaktiebolaget Scania con la Vagnfabriksaktiebolaget i Södertelge; l'azienda all'epoca della prima guerra mondiale produceva vari tipi di veicoli, leggeri e pesanti, compresi camion e autobus. La Scania precedentemente faceva parte del gruppo Saab, multinazionale svedese, che produce aerei militari e civili nonché, nel recente passato, autovetture.

## Produzione

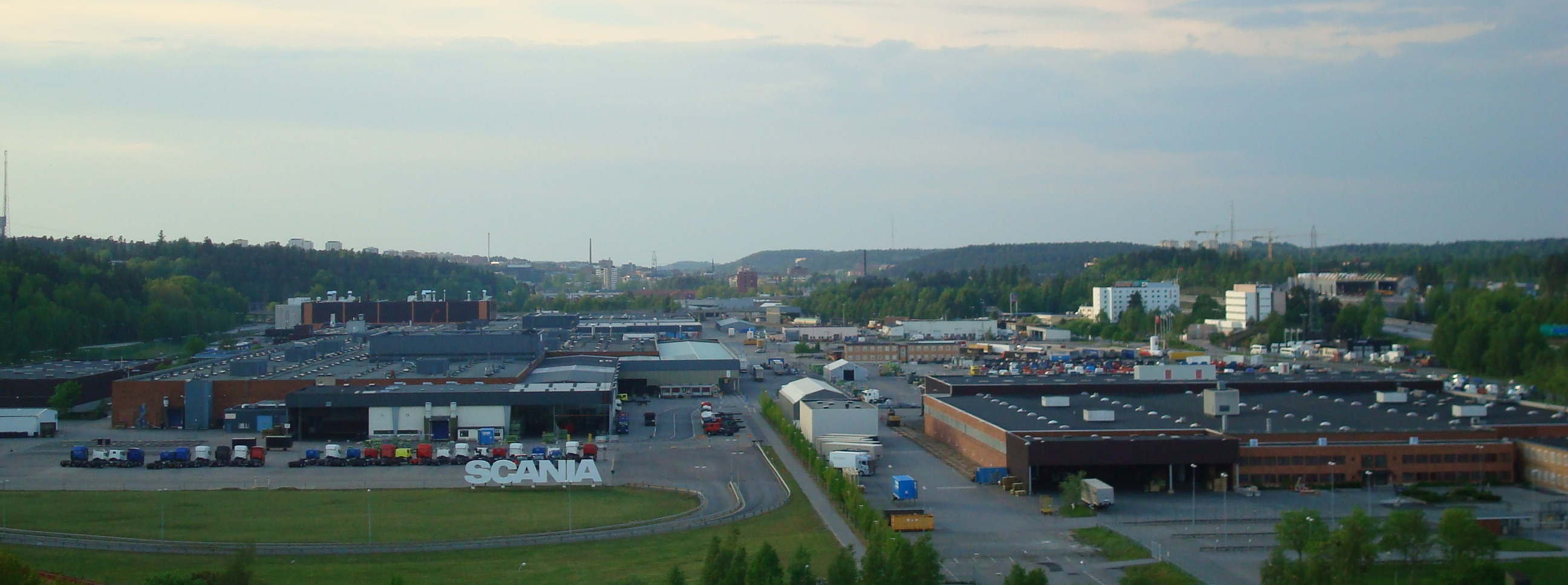
Lo stabilimento Scania di Södertälje

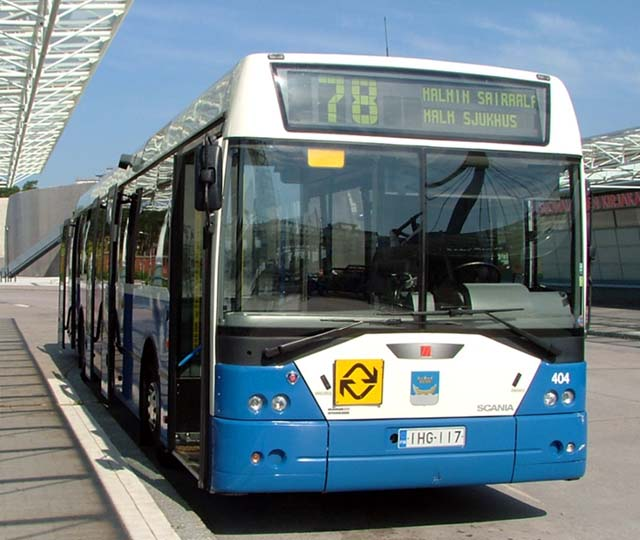
Un moderno Bus Scania

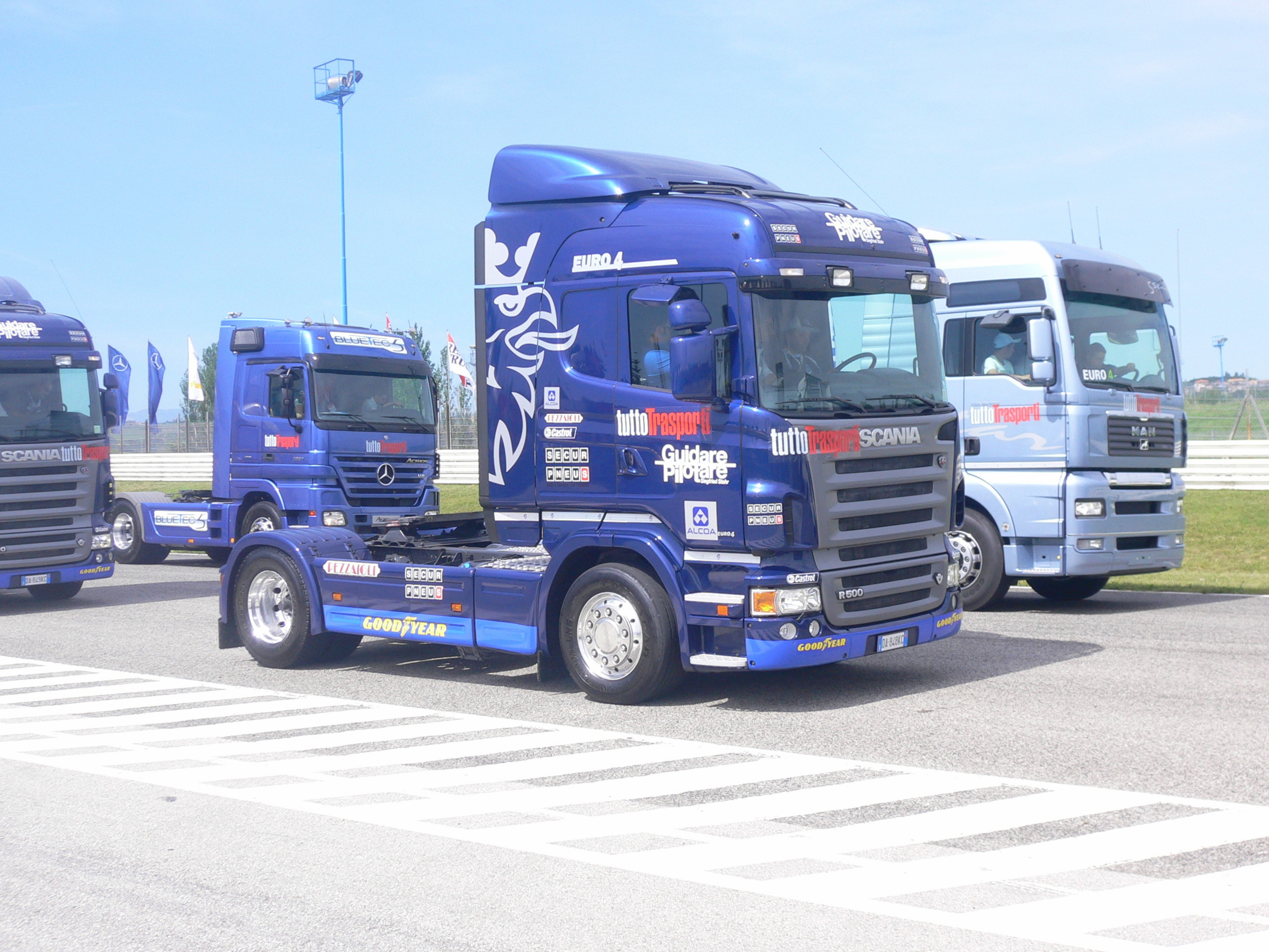
Trattore stradale con cabina ridotta

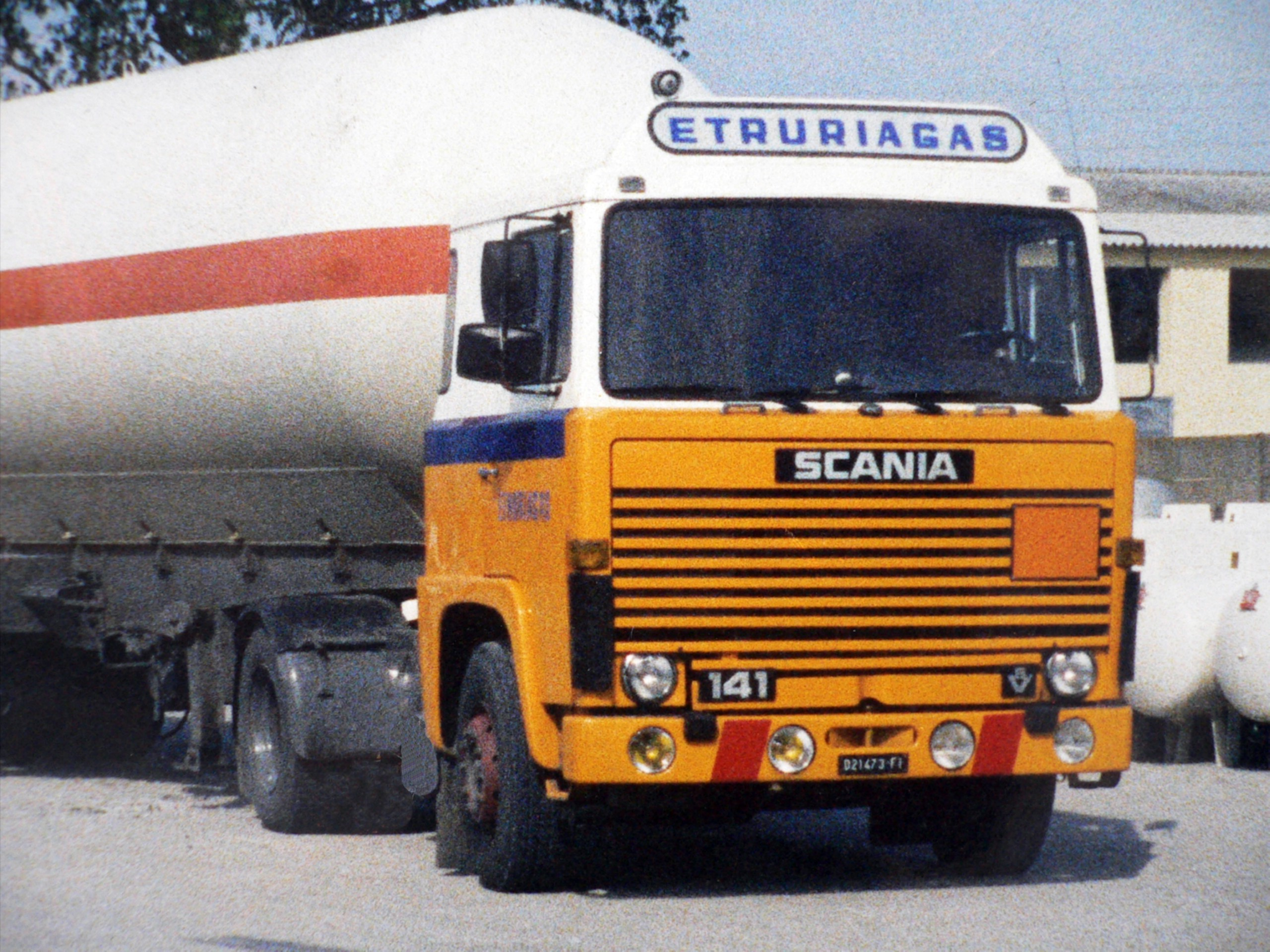
Trattore stradale d'epoca, Scania 141 con semirimorchio per il trasporto di gas GPL

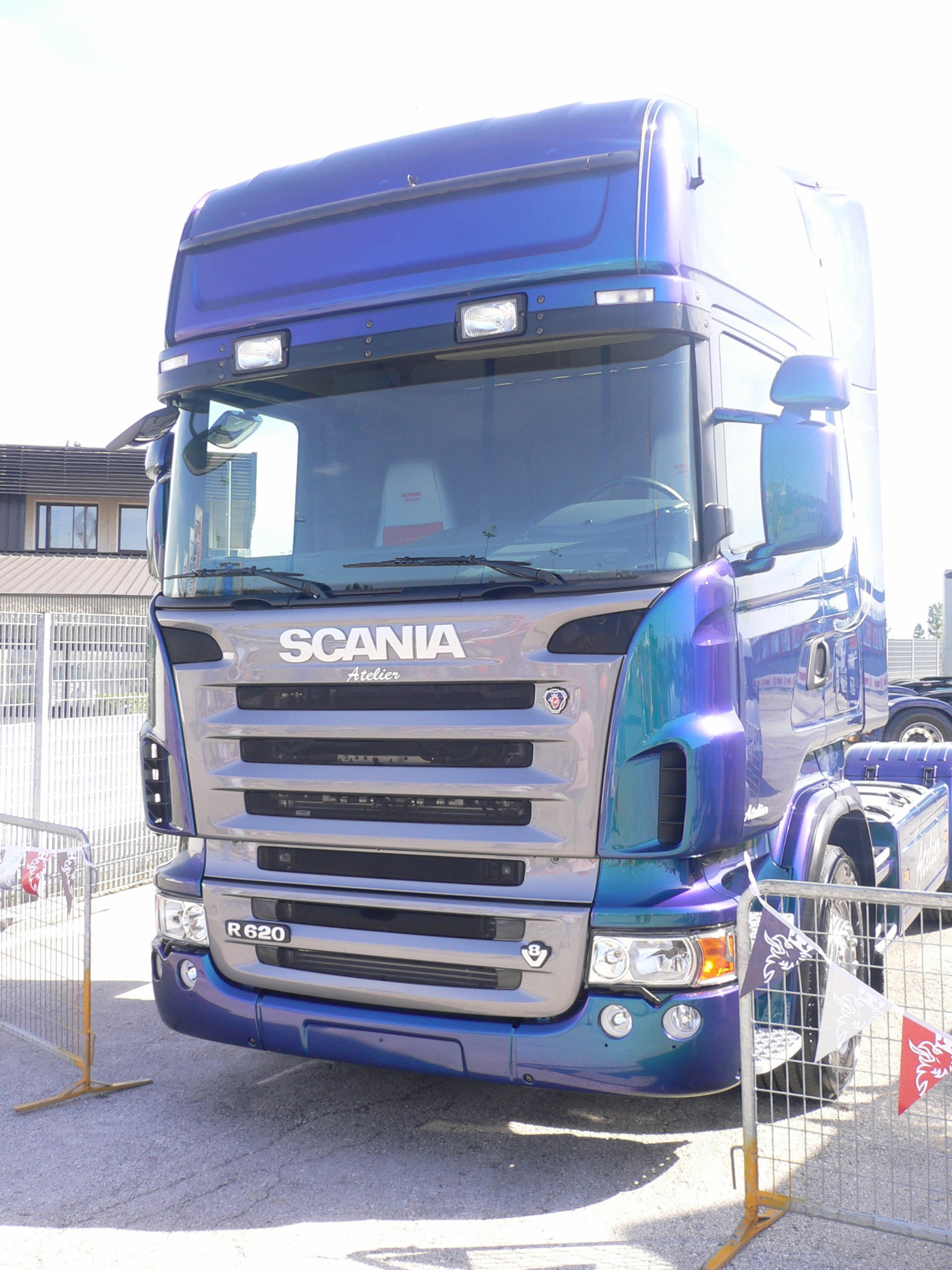
Un trattore della Serie "R"

I trattori stradali Scania sono considerati molto robusti e hanno la possibilità di adattarsi a diversi climi in tutto il mondo. La Scania ha catene di montaggio in Europa a Södertälje in Svezia, Angers in Francia e Zwolle nei Paesi Bassi; in Brasile a San Paolo, in Argentina a Colombres (Tucumán) ed in Sudafrica a Durban.
La produzione odierna è distinta su quattro livelli di veicoli: medio pesanti (con cabina P, cioè ribassata), pesanti stradali con cabina P, G, R o S (cioè rialzata) e pesanti da cava anch'essi con cabina P, G, R, o S. la gamma di motori spazia dal 6 cilindri in linea al potente 8 cilindri a V. (520-580-650-730 CV). Secondo Scania, dal 2016 le nuove cabine di guida possiedono lo stesso livello di qualità, comodità e materiali delle autovetture di gamma alta.

## Modelli

### Oggi in produzione

#### Autobus
- F94HA/HB/IB[5]
- K94EB/IB/UB
- K114EB/IB
- K124EB/IB
- L94IB/UA/UB
- N94UA/UB
- N280UA/UB
- Citywide (LF ed LE)
- Omnidekka (N94UD) - Autobus a due piani
- OmniLine (IL94IB)
- OmniLink (CL94UA/CL94UB)
- OmniCity (CN94UA/CN94UB)
- OmniCity (N94UD)
- Serie-K
- Serie N
- OmniLink (Serie-CK)
- OmniCity (Serie-CN)
- Interlink
- Scania Touring

#### Autocarri
- Serie L
- Serie P
- Serie G
- Serie R
- Serie S
- Serie XT
- Streamline
- Next Generation

### Fuori produzione

#### Autobus
- BF80
- BF110/CF110
- BR110/CR110
- BF111 series
- BR111/CR111
- BR112/CR112
- BR85/CR85
- BR145/CR145
- BF86
- BR86
- BR116
- F82
- K82
- S82
- K92
- F112
- K112
- N112
- S112
- F93
- K93
- F113
- K113
- L113
- N113
- S113

#### Autocarri
- Serie L
- Serie LB
- Serie 2 82, 92, 112, 142
- Serie 3 93, 113, 143
- Serie 4 94, 114, 124, 144, 164
- Serie T